# Championnat de France de basket-ball 2017-2018
Navigation
2016-2017 2018-2019
| \| Antibes Chalon Châlons Cholet Dijon Gravelines Hyères Toulon Le Mans Le Portel Levallois Limoges Monaco Nanterre Pau Strasbourg Villeurbanne Bourg Boulazac \| Localisation des clubs engagés. |
| Antibes Chalon Châlons Cholet Dijon Gravelines Hyères Toulon Le Mans Le Portel Levallois Limoges Monaco Nanterre Pau Strasbourg Villeurbanne Bourg Boulazac                                       |

La saison 2017-2018 de Pro A est la quatre-vingt-sixième édition du championnat de France masculin de basket-ball, la trente-et-unième depuis la création de la LNB et la vingt-cinquième sous l'appellation « Pro A ». Depuis le 2 mars 2018, le championnat s'appelle Jeep Elite pour des raisons de naming.

## Formule de la compétition
Dix-huit équipes s'affrontent sous forme de matches aller-retour lors de la saison régulière, de septembre 2017 à mai 2018. Chaque équipe dispute en conséquence trente-quatre matches, dont dix-sept à domicile et dix-sept à l'extérieur. Un classement est établi après chaque journée, se basant sur le ratio entre le nombre de victoires et le nombre de matches joués.
Au terme de la phase aller, les équipes classées de la première à la huitième place sont qualifiées pour la Leaders Cup. Cette compétition à élimination directe se déroule durant le mois de février 2017, à Disneyland Paris.
À l'issue de la saison régulière, les huit premières équipes sont qualifiées pour les playoffs. Cette compétition comprend successivement des quarts de finale au meilleur des trois manches, puis des demi-finales et une finale au meilleur des cinq manches. Le vainqueur des playoffs est désigné champion de France.
Les équipes classées 17e et 18e sont reléguées en Pro B.

## Clubs participants

### Clubs engagés
Les seize premiers de la saison 2016-2017 de Pro A, le premier de la saison régulière ainsi que le vainqueur des playoffs d'accession du championnat de France de Pro B 2016-2017 sont engagés dans la compétition.
| Club                                   | Dernière montée | Classement 2016-2017 | Entraîneur                    | Depuis    | Salle                                                                        | Capacité théorique | Saisons en Pro A |
| -------------------------------------- | --------------- | -------------------- | ----------------------------- | --------- | ---------------------------------------------------------------------------- | ------------------ | ---------------- |
| Association sportive de Monaco         | 2015            | 1er                  | Zvezdan Mitrović              | 2015      | Salle Gaston Médecin (Monaco)                                                | 3 000              | 20               |
| Élan sportif chalonnais                | 1996            | 2e                   | Jean-Denys Choulet            | 2013      | Le Colisée (Chalon-sur-Saône)                                                | 4 540              | 22               |
| Nanterre 92                            | 2011            | 3e                   | Pascal Donnadieu              | 1987      | Palais des sports Maurice-Thorez (Nanterre)                                  | 3 000              | 7                |
| SIG Strasbourg                         | 1999            | 4e                   | Vincent Collet                | 2016      | Rhénus Sport (Strasbourg)                                                    | 6 200              | 49               |
| Élan béarnais Pau-Lacq-Orthez          | 2013            | 5e                   | Serge Crevecoeur Laurent Vila | 2017 2018 | Palais des sports de Pau (Pau)                                               | 7 800              | 43               |
| Levallois Metropolitans                | 2009            | 6e                   | Frédéric Fauthoux             | 2016      | Palais des sports Marcel-Cerdan (Levallois-Perret)                           | 4 016 3 000        | 50               |
| ES Saint-Michel Le Portel Côte d'Opale | 2016            | 7e                   | Éric Girard                   | 2012      | Le Chaudron (Le Portel)                                                      | 3 500              | 1                |
| ASVEL Lyon-Villeurbanne                | 1948            | 8e                   | JD Jackson Terence Parker     | 2014 2018 | Astroballe (Villeurbanne)                                                    | 5 643              | 69               |
| BCM Gravelines Dunkerque               | 1988            | 9e                   | Julien Mahé                   | 2017      | Sportica (Gravelines)                                                        | 3 043              | 30               |
| Limoges CSP                            | 2012            | 10e                  | Kyle Milling                  | 2016      | Palais des sports de Beaublanc (Limoges)                                     | 5 516              | 33               |
| Cholet Basket                          | 1987            | 11e                  | Philippe Hervé                | 2016      | La Meilleraie (Cholet)                                                       | 5 191              | 31               |
| Le Mans Sarthe Basket                  | 1990            | 12e                  | Éric Bartecheky               | 2017      | Antarès (Le Mans)                                                            | 6 023              | 53               |
| JDA Dijon                              | 2011            | 13e                  | Laurent Legname               | 2015      | Palais des Sports Jean-Michel-Geoffroy (Dijon)                               | 4 628              | 29               |
| Olympique d'Antibes                    | 2015            | 14e                  | Julien Espinosa               | 2015      | Azur Arena Antibes (Antibes)                                                 | 5 249              | 43               |
| Hyères Toulon Var Basket               | 2016            | 15e                  | Emmanuel Schmitt              | 2017      | Palais des sports Jauréguiberry (Toulon) Espace 3000 (Hyères)                | 2 200              | 12               |
| Champagne Châlons Reims Basket         | 2014            | 16e                  | Nikola Antić                  | 2010      | Complexe René-Tys (Reims) Palais des sports Coubertin (Châlons-en-Champagne) | 2 781 2 791        | 4                |
| JL Bourg                               | 2017            | 1er (Pro B)          | Savo Vučević                  | 2016      | Ekinox (Bourg-en-Bresse)                                                     | 3 548              | 8                |
| Boulazac Basket Dordogne               | 2017            | 4e (Pro B)           | Claude Bergeaud               | 2017      | Le Palio (Boulazac Isle Manoire)                                             | 5 200              | 1                |

Légende des couleurs
- Champion en titre
- Vice-champion en titre
- Promu de Pro B 2016-2017

## Saison régulière

### Classement
| Rang | Équipe               | %  | J  | G  | P  | Pp   | Pc   | GA   |
| ---- | -------------------- | -- | -- | -- | -- | ---- | ---- | ---- |
| 1    | Monaco L             | 74 | 34 | 25 | 9  | 2925 | 2647 | 278  |
| 2    | Strasbourg F         | 71 | 34 | 24 | 10 | 2849 | 2605 | 244  |
| 3    | Le Mans              | 62 | 34 | 21 | 13 | 2733 | 2541 | 192  |
| 4    | Limoges              | 59 | 34 | 20 | 14 | 2657 | 2630 | 27   |
| 5    | Dijon                | 59 | 34 | 20 | 14 | 2788 | 2679 | 109  |
| 6    | Lyon-Villeurbanne    | 56 | 34 | 19 | 15 | 2745 | 2677 | 68   |
| 7    | Nanterre 92 C        | 56 | 34 | 19 | 15 | 2763 | 2748 | 15   |
| 8    | Pau-Lacq-Orthez      | 53 | 34 | 18 | 16 | 2733 | 2710 | 23   |
| 9    | JL Bourg P           | 50 | 34 | 17 | 17 | 2793 | 2739 | 54   |
| 10   | Levallois            | 47 | 34 | 16 | 18 | 2694 | 2745 | -51  |
| 11   | Le Portel            | 47 | 34 | 16 | 18 | 2527 | 2553 | -26  |
| 12   | Chalon-sur-Saône T   | 44 | 34 | 15 | 19 | 2795 | 2793 | 2    |
| 13   | Gravelines-Dunkerque | 44 | 34 | 15 | 19 | 2595 | 2611 | -16  |
| 14   | Châlons-Reims        | 44 | 34 | 15 | 19 | 2574 | 2850 | -276 |
| 15   | Cholet               | 41 | 34 | 14 | 20 | 2447 | 2572 | -125 |
| 16   | Antibes              | 38 | 34 | 13 | 21 | 2653 | 2782 | -129 |
| 17   | Boulazac P R         | 35 | 34 | 12 | 22 | 2639 | 2887 | -248 |
| 18   | Hyères-Toulon        | 18 | 34 | 6  | 28 | 2523 | 2844 | -321 |

| Légende :                                     |
| - Qualification pour les playoffs             |
| - Relégation en Pro B                         |
| T : Tenant du titre                           |
| F : Finaliste de Pro A 2016-2017              |
| P : Promu de Pro B 2016-2017                  |
| C : Vainqueur de la Coupe de France 2016-2017 |
| L : Vainqueur de la Leaders Cup 2017          |
| R : Repêché en Jeep Élite 2018-2019           |
| 0                                             |

Note : La LNB pénalise le Hyères-Toulon avec un retrait d'une victoire en raisons d'irrégularités administratives.

### Matches
| Résultats (dom.\ext.)                                              | ANT   | CHA    | CHR   | CHO   | DIJ    | GRA    | HTV    | LEM   | LEP   | LIM    | LYO   | MON    | JLB   | NTR   | BOU     | LEV   | PAU    | STR     |
| Antibes                                                            |       | 76-91  | 82-92 | 74-76 | 77-74  | 88-81  | 83-79  | 69-72 | 70-63 | 78-86  | 91-73 | 76-85  | 77-75 | 70-89 | 75-70   | 73-82 | 86-85  | 79-57   |
| Chalon-sur-Saône                                                   | 95-81 |        | 91-77 | 84-66 | 81-77  | 74-75  | 82-67  | 91-72 | 81-76 | 86-83  | 84-52 | 73-99  | 93-99 | 85-55 | 87-89   | 77-79 | 62-82  | 95-72   |
| Châlons-Reims                                                      | 86-78 | 103-97 |       | 89-73 | 79-92  | 83-72  | 70-64  | 71-76 | 83-75 | 89-79  | 90-99 | 86-96  | 90-99 | 76-85 | 63-95   | 90-93 | 102-94 | 80-72   |
| Cholet                                                             | 90-78 | 70-64  | 83-68 |       | 75-73  | 77-74  | 73-79  | 81-80 | 76-84 | 86-89  | 69-72 | 72-89  | 69-73 | 77-80 | 79-87   | 63-65 | 86-76  | 63-73   |
| Dijon                                                              | 77-62 | 88-86  | 86-61 | 78-62 |        | 97-82  | 98-71  | 82-72 | 79-69 | 79-70  | 92-89 | 71-99  | 74-87 | 84-70 | 101-81  | 93-85 | 102-81 | 65-77   |
| Gravelines-Dunkerque                                               | 79-66 | 81-86  | 97-83 | 62-65 | 70-80  |        | 79-63  | 68-76 | 55-63 | 72-66  | 73-67 | 55-61  | 78-70 | 81-85 | 113-111 | 81-65 | 65-57  | 71-76   |
| Hyères-Toulon                                                      | 68-88 | 79-88  | 62-85 | 80-86 | 75-72  | 74-88  |        | 88-62 | 67-80 | 85-70  | 79-92 | 99-103 | 61-82 | 90-86 | 61-82   | 78-72 | 65-75  | 70-73   |
| Le Mans                                                            | 93-62 | 63-66  | 90-84 | 65-47 | 88-65  | 103-63 | 92-80  |       | 77-63 | 89-65  | 90-92 | 94-85  | 91-70 | 83-87 | 94-69   | 90-82 | 73-58  | 70-80   |
| Le Portel                                                          | 84-82 | 87-83  | 96-69 | 73-62 | 74-58  | 69-80  | 75-62  | 86-79 |       | 73-51  | 77-74 | 72-73  | 87-62 | 87-73 | 67-63   | 77-82 | 77-69  | 75-80   |
| Limoges                                                            | 98-80 | 90-65  | 66-81 | 67-60 | 82-60  | 80-72  | 110-93 | 74-70 | 88-79 |        | 78-52 | 82-74  | 88-75 | 82-80 | 87-68   | 79-66 | 71-82  | 80-74   |
| Lyon-Villeurbanne                                                  | 90-86 | 104-90 | 93-80 | 77-59 | 86-69  | 78-74  | 102-85 | 79-71 | 83-69 | 71-68  |       | 108-80 | 83-87 | 81-65 | 70-76   | 77-82 | 82-88  | 76-73   |
| Monaco                                                             | 84-76 | 87-57  | 92-83 | 86-62 | 94-90  | 94-101 | 92-70  | 66-67 | 84-66 | 105-90 | 83-68 |        | 83-77 | 91-70 | 91-64   | 78-77 | 85-86  | 83-90   |
| JL Bourg                                                           | 94-81 | 96-90  | 84-87 | 84-87 | 78-96  | 77-75  | 99-88  | 92-91 | 91-53 | 82-63  | 73-96 | 89-83  |       | 78-89 | 89-91   | 82-85 | 91-82  | 87-85   |
| Nanterre                                                           | 93-77 | 93-82  | 73-72 | 77-73 | 84-72  | 67-89  | 86-79  | 77-80 | 85-54 | 73-75  | 81-80 | 99-69  | 92-86 |       | 98-68   | 85-79 | 69-87  | 102-100 |
| Boulazac                                                           | 78-91 | 96-86  | 70-73 | 67-91 | 95-99  | 75-71  | 71-62  | 68-82 | 88-87 | 66-75  | 67-76 | 67-94  | 71-62 | 83-71 |         | 87-91 | 70-81  | 109-102 |
| Levallois                                                          | 78-86 | 83-72  | 94-84 | 55-67 | 79-103 | 76-88  | 93-75  | 76-87 | 82-76 | 81-87  | 72-65 | 71-77  | 65-74 | 96-91 | 81-71   |       | 87-61  | 81-83   |
| Pau-Lacq-Orthez                                                    | 72-78 | 105-93 | 69-77 | 70-78 | 65-85  | 86-80  | 84-56  | 75-73 | 77-72 | 84-68  | 94-82 | 68-90  | 93-82 | 89-75 | 101-77  | 93-79 |        | 76-103  |
| Strasbourg                                                         | 93-77 | 91-78  | 93-72 | 88-54 | 93-77  | 73-50  | 90-60  | 76-78 | 85-62 | 100-70 | 82-76 | 71-90  | 79-78 | 93-78 | 88-75   | 95-80 | 89-88  |         |
| - Victoire à domicile - Victoire à l'extérieur - Match non disputé |       |        |       |       |        |        |        |       |       |        |       |        |       |       |         |       |        |         |

### Évolution du classement
| Équipe / Journée     | 1  | 2  | 3  | 4  | 5  | 6  | 7  | 8  | 9  | 10 | 11 | 12 | 13 | 14 | 15 | 16 | 17 | 18 | 19 | 20 | 21 | 22 | 23 | 24 | 25 | 26 | 27 | 28 | 29 | 30 | 31 | 32 | 33 | 34 | Journées en tête | Journées relégable |
| -------------------- | -- | -- | -- | -- | -- | -- | -- | -- | -- | -- | -- | -- | -- | -- | -- | -- | -- | -- | -- | -- | -- | -- | -- | -- | -- | -- | -- | -- | -- | -- | -- | -- | -- | -- | ---------------- | ------------------ |
| Antibes              | 3  | 8  | 7  | 9  | 12 | 14 | 15 | 13 | 14 | 13 | 12 | 14 | 14 | 13 | 13 | 10 | 14 | 13 | 14 | 11 | 14 | 15 | 16 | 14 | 13 | 14 | 14 | 14 | 15 | 16 | 15 | 15 | 16 | 16 | -                | -                  |
| Chalon-sur-Saône     | 15 | 17 | 17 | 17 | 18 | 17 | 17 | 18 | 18 | 17 | 18 | 18 | 18 | 18 | 18 | 17 | 18 | 18 | 16 | 16 | 17 | 16 | 15 | 16 | 14 | 13 | 13 | 12 | 11 | 11 | 11 | 12 | 11 | 12 | -                | 18                 |
| Châlons-Reims        | 17 | 11 | 14 | 13 | 10 | 7  | 9  | 12 | 13 | 15 | 16 | 15 | 16 | 12 | 11 | 14 | 13 | 14 | 12 | 15 | 12 | 14 | 14 | 15 | 16 | 15 | 15 | 15 | 14 | 14 | 14 | 14 | 14 | 14 | -                | 1                  |
| Cholet               | 14 | 16 | 15 | 15 | 17 | 17 | 16 | 16 | 16 | 14 | 14 | 13 | 11 | 11 | 9  | 9  | 8  | 9  | 10 | 10 | 9  | 13 | 13 | 13 | 15 | 16 | 16 | 16 | 16 | 15 | 16 | 16 | 15 | 15 | -                | 2                  |
| Dijon                | 2  | 2  | 6  | 7  | 8  | 11 | 7  | 5  | 9  | 5  | 5  | 9  | 12 | 9  | 10 | 12 | 10 | 10 | 9  | 8  | 8  | 7  | 7  | 4  | 4  | 4  | 5  | 4  | 4  | 4  | 4  | 4  | 4  | 5  | -                | -                  |
| Gravelines-Dunkerque | 18 | 18 | 18 | 18 | 16 | 15 | 13 | 14 | 12 | 12 | 8  | 5  | 6  | 4  | 6  | 8  | 11 | 11 | 11 | 9  | 10 | 11 | 11 | 12 | 12 | 12 | 10 | 10 | 12 | 12 | 12 | 11 | 13 | 13 | -                | 4                  |
| Hyères-Toulon        | 6  | 4  | 3  | 6  | 4  | 8  | 10 | 8  | 4  | 8  | 9  | 11 | 10 | 17 | 17 | 18 | 16 | 16 | 18 | 18 | 18 | 18 | 17 | 17 | 17 | 17 | 18 | 18 | 18 | 18 | 18 | 18 | 18 | 18 | -                | 19                 |
| Le Mans              | 1  | 1  | 1  | 1  | 1  | 1  | 1  | 1  | 1  | 1  | 1  | 2  | 4  | 3  | 3  | 2  | 3  | 2  | 2  | 1  | 3  | 3  | 3  | 3  | 3  | 2  | 3  | 3  | 2  | 2  | 2  | 3  | 3  | 3  | 12               | -                  |
| Le Portel            | 5  | 13 | 13 | 12 | 13 | 12 | 8  | 11 | 8  | 11 | 13 | 12 | 15 | 16 | 15 | 11 | 9  | 8  | 8  | 13 | 13 | 12 | 10 | 10 | 9  | 10 | 11 | 13 | 13 | 13 | 13 | 11 | 12 | 11 | -                | -                  |
| Limoges              | 10 | 7  | 11 | 8  | 9  | 10 | 12 | 10 | 10 | 5  | 4  | 3  | 2  | 2  | 2  | 3  | 2  | 4  | 4  | 4  | 4  | 6  | 6  | 7  | 6  | 8  | 7  | 9  | 8  | 9  | 7  | 6  | 5  | 4  | -                | -                  |
| Lyon-Villeurbanne    | 9  | 5  | 2  | 5  | 3  | 6  | 5  | 7  | 3  | 6  | 3  | 7  | 9  | 8  | 8  | 7  | 7  | 6  | 6  | 6  | 7  | 8  | 8  | 8  | 8  | 5  | 4  | 5  | 5  | 5  | 5  | 5  | 6  | 6  | -                | -                  |
| Monaco               | 8  | 9  | 9  | 4  | 2  | 3  | 2  | 2  | 2  | 2  | 2  | 1  | 1  | 1  | 1  | 1  | 1  | 1  | 1  | 3  | 2  | 1  | 1  | 1  | 1  | 1  | 1  | 1  | 1  | 1  | 1  | 1  | 1  | 1  | 21               | -                  |
| JL Bourg             | 12 | 6  | 4  | 2  | 7  | 4  | 6  | 3  | 6  | 9  | 7  | 8  | 7  | 6  | 7  | 6  | 6  | 5  | 5  | 5  | 6  | 4  | 4  | 5  | 7  | 6  | 6  | 6  | 9  | 6  | 8  | 8  | 9  | 9  | -                | -                  |
| Nanterre             | 7  | 10 | 5  | 10 | 6  | 5  | 4  | 6  | 11 | 7  | 10 | 6  | 3  | 5  | 4  | 5  | 5  | 7  | 7  | 7  | 5  | 5  | 5  | 6  | 5  | 7  | 9  | 8  | 7  | 8  | 6  | 7  | 7  | 7  | -                | -                  |
| Boulazac             | 13 | 15 | 16 | 16 | 15 | 16 | 18 | 17 | 17 | 18 | 17 | 17 | 17 | 15 | 16 | 16 | 17 | 17 | 17 | 17 | 16 | 17 | 17 | 18 | 18 | 18 | 17 | 17 | 17 | 17 | 17 | 17 | 17 | 17 | -                | 24                 |
| Levallois            | 11 | 14 | 12 | 14 | 14 | 13 | 14 | 15 | 15 | 16 | 15 | 16 | 13 | 14 | 14 | 13 | 12 | 12 | 13 | 14 | 11 | 9  | 12 | 11 | 11 | 11 | 11 | 11 | 10 | 10 | 10 | 10 | 10 | 10 | -                | -                  |
| Pau-Lacq-Orthez      | 4  | 3  | 8  | 3  | 5  | 2  | 3  | 4  | 7  | 10 | 11 | 10 | 8  | 10 | 12 | 15 | 15 | 15 | 15 | 12 | 15 | 10 | 9  | 9  | 10 | 9  | 8  | 7  | 6  | 7  | 9  | 9  | 8  | 8  | -                | -                  |
| Strasbourg           | 16 | 12 | 10 | 11 | 11 | 9  | 11 | 9  | 5  | 3  | 6  | 4  | 5  | 7  | 5  | 4  | 4  | 3  | 3  | 2  | 1  | 2  | 2  | 2  | 2  | 3  | 2  | 2  | 3  | 3  | 3  | 2  | 2  | 2  | 1                | -                  |

### Leaders statistiques
| Rang | Joueur          | Club                     | Moy.  |
| ---- | --------------- | ------------------------ | ----- |
| 1    | Zachery Peacock | JL Bourg Basket          | 20,19 |
| 2    | Klemen Prepelič | Levallois Metropolitans  | 17,26 |
| 3    | Raymond Cowels  | Hyères Toulon Var Basket | 16,44 |
| 4    | Karvel Anderson | Boulazac Basket Dordogne | 16,20 |
| 5    | Gerald Robinson | AS Monaco                | 15,76 |

| Rang | Joueur          | Club                  | Moy. |
| ---- | --------------- | --------------------- | ---- |
| 1    | Mouphtaou Yarou | Olympique d'Antibes   | 9,08 |
| 2    | Franck Hassel   | ESSM Le Portel        | 8,92 |
| 3    | Louis Labeyrie  | SIG Strasbourg        | 8,38 |
| 4    | Youssoupha Fall | Le Mans Sarthe Basket | 7,35 |
| 5    | Jerry Boutsiele | Cholet Basket         | 7,17 |

| Rang | Joueur             | Club                 | Moy. |
| ---- | ------------------ | -------------------- | ---- |
| 1    | D. J. Cooper       | AS Monaco            | 7,44 |
| 2    | Jerel Blassingame  | Olympique d'Antibes  | 7,15 |
| 3    | Justin Cobbs       | Le Mans              | 5,81 |
| 4    | Martin Hermannsson | Chalons-Reims Basket | 5,28 |
| 5    | Axel Julien        | JDA Dijon Basket     | 5,08 |

| Rang | Joueur                   | Club                            | Moy. |
| ---- | ------------------------ | ------------------------------- | ---- |
| 1    | Jacques Alingue          | JDA Dijon Basket                | 1,88 |
| 2    | Paul Lacombe             | AS Monaco                       | 1,58 |
| 3    | Zack Wright              | SIG Strasbourg                  | 1,52 |
| 4    | Aaron Craft Terry Tarpey | AS Monaco Le Mans Sarthe Basket | 1,42 |

| Rang | Joueur                         | Club                                     | Moy. |
| ---- | ------------------------------ | ---------------------------------------- | ---- |
| 1    | Taylor Smith                   | BCM Gravelines Dunkerque                 | 1,96 |
| 2    | Youssoupha Fall Youssou N'Doye | Le Mans Sarthe Basket JL Bourg en Bresse | 1,00 |
| 4    | Jacques Alingue                | JDA Dijon                                | 0,96 |
| 5    | Alpha Kaba                     | ASVEL Lyon Villeurbanne                  | 0,88 |

Mise à jour au  3 avril 2018

### Records statistiques
- Record d'affluence pour un match de basket en France, hors équipe nationale lors de la 22e journée entre Nanterre 92 et l'ASVEL (victoire de Nanterre 81-80) à l'U Arena : 15 220 spectateurs.

## Playoffs

### Tableau
|  | Quarts de finale | Quarts de finale  | Quarts de finale | Quarts de finale | Quarts de finale |    |            | Demi-finales | Demi-finales | Demi-finales | Demi-finales | Demi-finales | Demi-finales | Demi-finales |  |  | Finale | Finale | Finale | Finale | Finale | Finale | Finale |
|  |                  |                   |                  |                  |                  |    |            |              |              |              |              |              |              |              |  |  |        |        |        |        |        |        |        |
|  | 1                | Monaco            | 99               | 98               |                  |    |            |              |              |              |              |              |              |              |  |  |        |        |        |        |        |        |        |
|  | 8                | Pau-Lacq-Orthez   | 97               | 73               |                  |    |            |              |              |              |              |              |              |              |  |  |        |        |        |        |        |        |        |
|  | 8                | Pau-Lacq-Orthez   | 97               | 73               |                  | 1  | Monaco     | 88           | 78           | 71           | 94           |              |              |              |  |  |        |        |        |        |        |        |        |
|  |                  |                   |                  |                  |                  | 1  | Monaco     | 88           | 78           | 71           | 94           |              |              |              |  |  |        |        |        |        |        |        |        |
|  |                  | 4                 | Limoges          | 71               | 71               | 76 | 83         |              |              |              |              |              |              |              |  |  |        |        |        |        |        |        |        |
|  | 4                | 4                 | Limoges          | 71               | 71               | 76 | 83         | Limoges      | 79           | 81           |              |              |              |              |  |  |        |        |        |        |        |        |        |
|  | 4                |                   |                  |                  |                  |    |            | Limoges      | 79           | 81           |              |              |              |              |  |  |        |        |        |        |        |        |        |
|  | 5                | Dijon             | 75               | 64               |                  |    |            |              |              |              |              |              |              |              |  |  |        |        |        |        |        |        |        |
|  |                  |                   |                  |                  |                  |    |            |              |              |              |              |              |              |              |  |  | 1      | Monaco | 81     | 77     | 72     | 78     | 74     |
|  |                  | 3                 | Le Mans          | 77               | 87               | 84 | 69         | 76           |              |              |              |              |              |              |  |  |        |        |        |        |        |        |        |
|  | 2                | Strasbourg        | 83               | 77               |                  |    |            |              |              |              |              |              |              |              |  |  |        |        |        |        |        |        |        |
|  | 7                | Nanterre          | 56               | 70               |                  |    |            |              |              |              |              |              |              |              |  |  |        |        |        |        |        |        |        |
|  | 7                | Nanterre          | 56               | 70               |                  | 2  | Strasbourg | 76           | 71           | 60           | 89           | 79           |              |              |  |  |        |        |        |        |        |        |        |
|  |                  |                   |                  |                  |                  | 2  | Strasbourg | 76           | 71           | 60           | 89           | 79           |              |              |  |  |        |        |        |        |        |        |        |
|  |                  | 3                 | Le Mans          | 66               | 80               | 80 | 82         | 85ap         |              |              |              |              |              |              |  |  |        |        |        |        |        |        |        |
|  | 3                | 3                 | Le Mans          | 66               | 80               | 80 | 82         | 85ap         | Le Mans      | 68           | 72           | 79           |              |              |  |  |        |        |        |        |        |        |        |
|  | 3                |                   |                  |                  |                  |    |            |              | Le Mans      | 68           | 72           | 79           |              |              |  |  |        |        |        |        |        |        |        |
|  | 6                | Lyon-Villeurbanne | 81               | 67               | 68               |    |            |              |              |              |              |              |              |              |  |  |        |        |        |        |        |        |        |

## Récompenses individuelles

### Trophées LNB
Les trophées sont décernés le 16 mai 2018.
| Meilleur joueur (MVP) - Zachery Peacock (JL Bourg) Meilleur marqueur - Zachery Peacock (JL Bourg) Meilleur entraîneur - Zvezdan Mitrović (Monaco) Meilleur défenseur - Aaron Craft (Monaco) Meilleur jeune - Adam Mokoka (Gravelines Dunkerque) | Meilleure progression - non attribué Meilleur sixième homme - D. J. Stephens (Le Mans) Meilleur contreur - Taylor Smith (Gravelines Dunkerque) Meilleur entraîneur des Espoirs - non attribué Meilleur arbitre - Mehdi Difallah |

### MVPs par journée de la saison régulière
| Journée | Joueur                               | Équipe                     | Évaluation |
| ------- | ------------------------------------ | -------------------------- | ---------- |
| 1       | Tim Blue (1/1)                       | Antibes (1/2)              | 31         |
| 2       | Raymond Cowels (1/1)                 | Hyères-Toulon (1/1)        | 28         |
| 3       | Louis Labeyrie (1/1)                 | Strasbourg IG (1/2)        | 34         |
| 4       | Paul Lacombe (1/1)                   | AS Monaco (1/1)            | 26         |
| 5       | Terran Petteway (1/1)                | Nanterre 92 (1/5)          | 28         |
| 6       | Gilvydas Biruta (1/1)                | JL Bourg (1/3)             | 30         |
| 7       | Rasheed Sulaimon (1/1)               | JDA Dijon (1/3)            | 29         |
| 8       | Karvel Anderson (1/1)                | Boulazac (1/3)             | 31         |
| 9       | Boris Diaw (1/2)                     | Levallois (1/2)            | 24         |
| 10      | Jacques Alingue (1/2)                | JDA Dijon (2/3)            | 27         |
| 11      | Eloy Vargas (1/1) Quincy Diggs (1/2) | Boulazac (2/3)             | 27 26      |
| 12      | Quincy Diggs (2/2)                   | Boulazac (3/3)             | 33         |
| 13      | Boris Diaw (2/2)                     | Levallois (2/2)            | 33         |
| 14      | Youssou Ndoye (1/1)                  | JL Bourg (2/3)             | 31         |
| 15      | Frank Hassell (1/1)                  | Le Portel (1/2)            | 44         |
| 16      | Youssoupha Fall (1/1)                | Le Mans (1/2)              | 31         |
| 17      | Heiko Schaffartzik (1/1)             | Nanterre 92 (2/5)          | 30         |
| 18      | Vincent Sanford (1/1)                | Antibes (2/2)              | 25         |
| 19      | Chris Johnson (1/3)                  | Gravelines-Dunkerque (1/3) | 45         |
| 20      | Chris Johnson (2/3)                  | Gravelines-Dunkerque (2/3) | 32         |
| 21      | Miro Bilan (1/1)                     | Strasbourg IG (2/2)        | 34         |
| 22      | Nate Wolters (1/2)                   | Chalon-sur-Saône (1/2)     | 35         |
| 23      | Gary Chathuant (1/1)                 | Le Portel (2/2)            | 21         |
| 24      | Jacques Alingue (2/2)                | JDA Dijon (3/3)            | 39         |
| 25      | Mykal Riley (1/1)                    | Le Mans (2/2)              | 30         |
| 26      | Nate Wolters (2/2)                   | Chalon-sur-Saône (2/2)     | 35         |
| 27      | Chris Johnson (2/2)                  | Gravelines-Dunkerque (3/3) | 32         |
| 28      | Lahaou Konaté (1/2)                  | Nanterre 92 (3/5)          | 34         |
| 29      | Martin Hermannsson (1/1)             | Châlons-Reims (1/1)        | 29         |
| 30      | Trey Lewis (1/1)                     | JL Bourg (3/3)             | 35         |
| 31      | Lahaou Konaté (2/2)                  | Nanterre 92 (4/5)          | 31         |
| 32      | Kevin Jones (1/1)                    | Nanterre 92 (5/5)          | 25         |
| 33      |                                      |                            |            |
| 34      |                                      |                            |            |

### DLSI 6e Homme par journée de la saison régulière
| Journée | Joueur                      | Équipe                     | Évaluation |
| ------- | --------------------------- | -------------------------- | ---------- |
| 1       | D. J. Stephens (1/2)        | Le Mans (1/3)              | 24         |
| 2       | Lance Jeter (1/1)           | JL Bourg (1/1)             | 21         |
| 3       | Nic Moore (1/1)             | Nanterre 92 (1/5)          | 30         |
| 4       | Paul Lacombe (1/2)          | AS Monaco (1/8)            | 26         |
| 5       | Terran Petteway (1/2)       | Nanterre 92 (2/5)          | 28         |
| 6       | Gilvydas Biruta (1/1)       | JL Bourg (1/2)             | 30         |
| 7       | Terran Petteway (2/2)       | Nanterre 92 (3/5)          | 25         |
| 8       | D. J. Stephens (2/2)        | Le Mans (2/3)              | 20         |
| 9       | Jean-Michel Mipoka (1/1)    | Gravelines-Dunkerque (1/1) | 25         |
| 10      | Lance Harris (1/1)          | Chalon-sur-Saône (1/1)     | 24         |
| 11      | Tyler Harvey (1/1)          | Antibes (1/4)              | 20         |
| 12      | D. J. Cooper (1/2)          | AS Monaco (2/8)            | 23         |
| 13      | Paul Lacombe (2/2)          | AS Monaco (3/8)            | 22         |
| 14      | Youssou Ndoye (1/1)         | JL Bourg (2/2)             | 31         |
| 15      | Christopher Evans (1/1)     | AS Monaco (4/8)            | 23         |
| 16      | Klemen Prepelič (1/3)       | Levallois (1/3)            | 23         |
| 17      | Johan Passave-Ducteil (1/1) | Nanterre 92 (4/5)          | 23         |
| 18      | Vincent Sanford (1/3)       | Antibes (2/4)              | 25         |
| 19      | David Holston (1/2)         | Dijon (3/3)                | 21         |
| 20      | Vincent Sanford (2/3)       | Antibes (3/4)              | 24         |
| 21      | Klemen Prepelič (2/3)       | Levallois (2/3)            | 20         |
| 22      | Christopher Evans (1/1)     | AS Monaco (5/8)            | 24         |
| 23      | D. J. Cooper (2/2)          | AS Monaco (6/8)            | 22         |
| 24      | Vincent Sanford (3/3)       | Antibes (4/4)              | 17         |
| 25      | Kevin Jones (1/1)           | Nanterre 92 (5/5)          | 21         |
| 26      | Klemen Prepelič (3/3)       | Levallois (3/3)            | 21         |
| 27      | Shawn James (1/1)           | Boulazac (1/1)             | 24         |
| 28      | Pas attribué                |                            |            |
| 29      | Gerald Robinson (1/2)       | AS Monaco (7/8)            | 22         |
| 30      | Gerald Robinson (2/2)       | AS Monaco (8/8)            | 27         |
| 31      | Antoine Eïto (1/1)          | Le Mans (3/3)              | 21         |
| 32      | David Holston (2/2)         | Dijon (2/3)                | 23         |
| 33      | Rasheed Sulaimon (1/1)      | Dijon (3/3)                | 22         |
| 34      | Dee Bost (1/1)              | SIG Strasbourg (1/1)       | 33         |

| Joueur         | Équipe  |
| -------------- | ------- |
| D. J. Stephens | Le Mans |

## Clubs engagés en Coupe d'Europe

### Euroligue
Aucun club français ne participe à cette compétition.

### EuroCoupe
| Équipe                  | Saison régulière | Saison régulière | Top 16         | Top 16         | Playoffs | Playoffs       | Bilan général  |
| Équipe                  | Résultat         | Vic-Déf (%Vic)   | Résultat       | Vic-Déf (%Vic) | Résultat | Vic-Déf (%Vic) | Vic-Déf (%Vic) |
| ----------------------- | ---------------- | ---------------- | -------------- | -------------- | -------- | -------------- | -------------- |
| ASVEL Lyon-Villeurbanne | 1er du groupe D  | 7 - 3 (70%)      | 3e du groupe H | 3 - 3 (50%)    | Éliminé  | Éliminé        | 10 - 6 (63%)   |
| Levallois Metropolitans | 6e du groupe A   | 2 - 8 (20%)      | Éliminé        | Éliminé        | Éliminé  | Éliminé        | 2 - 8 (20%)    |
| Limoges CSP             | 4e du groupe C   | 5 - 5 (50%)      | 4e du groupe H | 1 - 5 (17%)    | Éliminé  | Éliminé        | 6 - 10 (38%)   |

### Ligue des Champions
| Équipe              | Qualifications                                | Qualifications                                | Saison régulière | Saison régulière | Playoffs                                                      | Playoffs                                                      | Bilan général      |
| Équipe              | Résultat                                      | Vic-Nul-Déf (%Vic)                            | Résultat         | Vic-Déf (%Vic)   | Stade                                                         | Vic-Nul-Déf (%Vic)                                            | Vic-Nul-Déf (%Vic) |
| ------------------- | --------------------------------------------- | --------------------------------------------- | ---------------- | ---------------- | ------------------------------------------------------------- | ------------------------------------------------------------- | ------------------ |
| AS Monaco           | Directement qualifié pour la saison régulière | Directement qualifié pour la saison régulière | 1er du groupe A  | 13 - 1 (93%)     | Finaliste                                                     | 4 - 0 - 2 (66%)                                               | 17 - 0 - 3 (85%)   |
| ES Chalon-sur-Saône | Directement qualifié pour la saison régulière | Directement qualifié pour la saison régulière | 6e du groupe B   | 6 - 8 (43%)      | A refusé d'être reversé en playoffs de la Coupe d'Europe FIBA | A refusé d'être reversé en playoffs de la Coupe d'Europe FIBA | 6 - 0 - 8 (43%)    |
| Nanterre 92         | Troisième tour                                | 1 - 1 - 0 (50%)                               | 3e du groupe D   | 9 - 5 (64%)      | Huitième de finale                                            | 0 - 0 - 2 (0%)                                                | 10 - 1 - 7 (56%)   |
| SIG Strasbourg      | Directement qualifié pour la saison régulière | Directement qualifié pour la saison régulière | 1er du groupe C  | 9 - 5 (64%)      | Quart de finale                                               | 1 - 1 - 2 (25%)                                               | 10 - 1 - 7 (56%)   |

### Coupe d'Europe FIBA
| Équipe         | Qualifications | Qualifications     | Saison régulière Premier tour | Saison régulière Premier tour | Saison régulière Second tour | Saison régulière Second tour | Playoffs        | Playoffs           | Bilan général      |
| Équipe         | Résultat       | Vic-Nul-Déf (%Vic) | Résultat                      | Vic-Déf (%Vic)                | Résultat                     | Vic-Déf (%Vic)               | Résultat        | Vic-Nul-Déf (%Vic) | Vic-Nul-Déf (%Vic) |
| -------------- | -------------- | ------------------ | ----------------------------- | ----------------------------- | ---------------------------- | ---------------------------- | --------------- | ------------------ | ------------------ |
| ESSM Le Portel | Deuxième tour  | 1 - 1 - 0 (50%)    | 1er du groupe A               | 5 - 1 (83%)                   | 1er du groupe I              | 6 - 0 (100%)                 | Quart de Finale | 2 - 0 - 2 (50%)    | 14 - 1 - 3 (78%)   |